# Wilhelmine Schröder-Devrient
Wilhelmine Schröder-Devrient (ur. 6 grudnia 1804 w Hamburgu, zm. 26 stycznia 1860 w Coburgu) – niemiecka śpiewaczka operowa, sopran.

## Życiorys
Od dzieciństwa (poprzez rodziców) związana była z teatrem i wcześnie, bo w wieku kilku lat stanęła po raz pierwszy na scenie. Do osiemnastego roku życia była aktorką. Naukę śpiewu i karierę śpiewaczki rozpoczęła w Wiedniu. Zadebiutowała w roku 1821, a jej pierwszą rolą była Pamina w operze Wolfganga Amadeusa Mozarta Czarodziejski flet. Rok później z powodzeniem zaśpiewała rolę Leonory, czyli tytułową w operze Ludwiga van Beethovena Fidelio, dzięki swojej świetnej grze pomagając kompozytorowi przekonać publiczność do jego jedynej opery.
W 1823 roku, zaangażowana przez Carla Marię von Webera, przeniosła się do Drezna i tamtejszego Teatru Dworskiego. Śpiewała tam aż do roku 1847. Występowała między innymi w prapremierach oper Richarda Wagnera, trzeba tu wymienić choćby takie jej role jak: Adrian (Rienzi), Senta (Holender tułacz), czy Wenus (Tannhäuser). Za szczyt jej osiągnięć z tego okresu uważa się rolę Romea w Capuleti i Montecchi Vincenza Belliniego.
W roku 1849 pod wpływem Wagnera i ze względu na wspólne przekonania polityczne, wzięła udział w powstaniu majowym w czasie Wiosny Ludów, co ostatecznie, acz przedwcześnie zakończyło jej karierę sceniczną. Znajomość z Wagnerem jednak przetrwała, w czasie wygnania udzielała kompozytorowi (będącemu w permanentnych kłopotach finansowych) licznych pożyczek.
Wilhelmine Schröder-Devrient zmarła w Coburgu w wieku 55 lat, grób artystki znajduje się jednak w Dreźnie – mieście, w którym odnosiła sukcesy artystyczne.